# Planik
Planik je nenaseljeni otok u hrvatskom dijelu Jadranskog mora. Nalazi se 4 km istočno od otoka Oliba, na jugu Pohlipskog kanala. Proteže se u smjeru SZ - JI. Uz zapadnu stranu otoka je more plitko, a oko 1 km jugoistočno je hrid Planičić
Njegova površina iznosi 1,09 km². Dužina obalne crte iznosi 6,063 km. Najviši vrh visok je 37 mnm.
Otok je obrastao makijom i na njemu stanovnici obližnjeg Oliba drže ovce.